# Clarendon (Quebec)
Clarendon es un municipio canadiense situado en la provincia de Quebec.

## Superficie
Clarendon tiene una superficie de 330,46 km².

## Demografía
En 2021, tenía 1392 habitantes, una densidad poblacional de 4,2 hab./km², y 968 viviendas.